# Darlene Hard
Darlene Ruth Hard (Los Angeles, 6 januari 1936 – aldaar, 2 december 2021) was een Amerikaans tennisspeelster. Haar speelstijl was agressief en zij had een aangeboren talent om op te lopen naar het net – weinig van haar tijdgenotes hadden zo'n sterke volley als zij.

## Loopbaan
Hard won Roland Garros in 1960 en de US Open in 1960 en 1961. Zij won dertien grandslamdubbelspeltitels, met acht verschillende partners. In het gemengd dubbelspel won zij tweemaal op Roland Garros (in 1955 en 1961) en driemaal op Wimbledon (in 1957, 1959 en 1960) – de laatste drie van deze gemengddubbelspeltitels (1959–1961) behaalde zij samen met de Australiër Rod Laver.
Op de internationale ranglijst behoorde Hard tot de top tien in de periode 1957–1963 – haar hoogste positie was de tweede plek, in de jaren 1957, 1960 en 1961. In de nationale ranking van de United States Tennis Association stond zij van 1960 tot en met 1963 op de eerste plaats, en in de top tien van 1954 tot en met 1963. In de periode 1957–1963 maakte zij vijfmaal deel uit van het Amerikaanse Wightman Cup-team.
Op de Pan-Amerikaanse Spelen 1963 won Hard twee medailles: brons in het enkelspel en goud in het dubbelspel, samen met Dorothy Cheney. Voorts maakte zij twee maanden later deel uit van het Amerikaanse team dat in de eerste editie van de Fed Cup (in 1963) met de hoofdprijs naar huis ging – in de finale van de Wereldgroep versloeg zij, samen met Billie Jean Moffitt, het Australische team bestaande uit Margaret Smith en Lesley Turner. Zij trok zich eind 1963 terug om tennistrainer te worden. In 1969 kwam zij nog korte tijd in actie en won alsnog de vrouwendubbelspeltitel tijdens de US Open, met de Française Françoise Dürr aan haar zijde. Zij is een van de laatste tennisspeelsters die nooit als professional op de baan hebben gestaan.
In 1973 werd Hard opgenomen in de internationale Tennis Hall of Fame.

## Palmares

### WTA-titels enkelspel
| nr. | finale     | toernooi      | ondergrond | tegenstandster  | score           |
| --- | ---------- | ------------- | ---------- | --------------- | --------------- |
| 1.  | 1959-06-13 | WTA Beckenham | gras       | Sally Moore     | 6-1, 7-5        |
| 2.  | 1960-05-29 | Roland Garros | gravel     | Yola Ramírez    | 6-3, 6-4        |
| 3.  | 1960-09-17 | US Open       | gras       | Maria Bueno     | 6-4, 10-12, 6-4 |
| 4.  | 1960-10-02 | WTA Berkeley  | hardcourt  | Ann Haydon      | 6-2, 6-3        |
| 5.  | 1961-09-10 | US Open       | gras       | Ann Haydon      | 6-3, 6-4        |
| 6.  | 1961-10-01 | WTA Berkeley  | hardcourt  | Ann Haydon      | 3-6, 7-5, 6-3   |
| 7.  | 1962-09-30 | WTA Berkeley  | hardcourt  | Renée Schuurman | 6-3, 6-3        |
| 8.  | 1963-09-29 | WTA Berkeley  | hardcourt  | Maria Bueno     | 6-3, 6-3        |
| 9.  | 1963-12-08 | WTA La Jolla  | hardcourt  | Tory Fretz      | 6-1, 8-6        |

## Resultaten grandslamtoernooien
| Legenda | Legenda                          |
| ------- | -------------------------------- |
| g.t.    | geen toernooi gehouden           |
| l.c.    | lagere categorie                 |
| –       | niet deelgenomen                 |
| G       | uitgeschakeld in de groepsfase   |
| 1R      | uitgeschakeld in de eerste ronde |
| 2R      | uitgeschakeld in de tweede ronde |
| 3R      | uitgeschakeld in de derde ronde  |
| 4R      | uitgeschakeld in de vierde ronde |
| KF      | uitgeschakeld in de kwartfinale  |
| HF      | uitgeschakeld in de halve finale |
| F       | de finale verloren               |
| W       | het toernooi gewonnen            |
| w-v     | winst/verlies-balans             |

### Enkelspel
| Toernooi        | 1953 | 1954 | 1955 | 1956 | 1957 | 1958 | 1959 | 1960 | 1961 | 1962 | 1963 |    | 1969 | 1970 |
| --------------- | ---- | ---- | ---- | ---- | ---- | ---- | ---- | ---- | ---- | ---- | ---- | -- | ---- | ---- |
| Australian Open | –    | –    | –    | –    | –    | –    | –    | –    | –    | KF   | –    | –  | –    |      |
| Roland Garros   | –    | –    | 2R   | 3R   | KF   | –    | –    | W    | 4R   | –    | 2R   | –  | –    |      |
| Wimbledon       | –    | –    | HF   | 3R   | F    | –    | F    | KF   | –    | KF   | HF   | –  | –    |      |
| US Open         | 2R   | HF   | 3R   | KF   | HF   | F    | HF   | W    | W    | F    | KF   | 2R | 2R   |      |

### Vrouwendubbelspel
| Australian Open | –  | –  | – | – | – | – | – | F  | –  | – | –  | –  |
| Roland Garros   | W  | F  | W | – | – | W | F | –  | 1R | – | –  | –  |
| Wimbledon       | HF | 2R | W | – | W | W | – | HF | W  | – | –  | –  |
| US Open         | –  | –  | F | W | W | W | W | W  | F  | W | KF | 1R |

### Gemengd dubbelspel
| Australian Open | – | – | –  | – | –  | – | F  | –  | –  | –  |
| Roland Garros   | W | F | KF | – | HF | W | –  | 2R | –  | –  |
| Wimbledon       | – | – | W  | W | W  | – | 3R | F  | –  | –  |
| US Open         | – | F | F  | – | –  | F | –  | –  | 3R | 2R |